# CA Tucumán
Club Atlético Tucumán, ook bekend als Atlético Tucumán is een Argentijnse voetbalclub uit San Miguel de Tucumán.
De club werd in 1902 opgericht en daarmee is het de oudste voetbalclub van de provincie Tucumán. De club speelde van 1973 tot 1981 in de hoogste klasse en nog één seizoen in 1984.

## Bekende (oud-)spelers
- Miguel Rimba